# 绿春崖角藤
绿春崖角藤（学名：Rhaphidophora luchunensis）为天南星科崖角藤属的植物。分布在中国大陆的云南西南部至南部等地，生长于海拔1,700米至2,150米的地区，多生于常绿阔叶林或苔藓林的大树干上，目前尚未由人工引种栽培。